# Zygodon conoideus
Zygodon conoideus là một loài Rêu trong họ Orthotrichaceae. Loài này được (Dicks.) Hook. & Taylor miêu tả khoa học đầu tiên năm 1818.